# Salles-Lavalette

Salles-Lavalette este o comună în departamentul Charente, Franța. În 1 ianuarie 2022 avea o populație de 311 de locuitori.